# Ehrleïta
L'ehrleïta és un mineral de la classe dels fosfats. Va ser anomenada en honor de Howard Ehrle, col·leccionista de minerals, que va ser el primer en trobar el mineral.

## Característiques
L'ehrleïta és un fosfat de fórmula química Ca₂ZnBe(PO₄)₂(PO₃OH)(H₂O)₄. Cristal·litza en el sistema triclínic. Els cristalls són gruixuts i tabulars, mostrant {100}, {010} i {001}, de fins a 2 mm. La seva duresa a l'escala de Mohs és 3,5.
Segons la classificació de Nickel-Strunz, l'ehrleïta pertany a «08.C - Fosfats sense anions addicionals, amb H₂O, amb cations de mida petita i mitjana» juntament amb els següents minerals: fransoletita, parafransoletita, faheyita, gainesita, mccril·lisita, selwynita, pahasapaïta, hopeïta, arsenohopeïta, warikahnita, fosfofil·lita, parascholzita, scholzita, keyita, pushcharovskita, prosperita, gengenbachita i parahopeïta.

## Formació i jaciments
L'ehrleïta és un mineral molt rar que es forma amb altres fosfats secundaris, en la zona intermèdia exterior d'un complex de pegmatita granítica. Va ser descoberta a la mina Tip Top (pegmatita Tip Top), a Fourmile (Dakota del Sud, Estats Units). Es tracta de l'únic indret on ha estat trobada aquesta espècie mineral.